# Czerwonka (województwo kujawsko-pomorskie)
Czerwonka – kolonia w Polsce położona w województwie kujawsko-pomorskim, w powiecie rypińskim, w gminie Skrwilno.
W latach 1975–1998 miejscowość należała administracyjnie do województwa włocławskiego.